# Ekwele guinéu-equatoriano
O ekwele ou ekuele foi a moeda da Guiné Equatorial entre 1975 e 1985. Apesar de ser dividido nominalmente em céntimos, nenhuma subdivisão foi emitida. O nome ekuele (plural ekuele) foi usado até 1979, enquanto ekwele (plural bipkwele) foi usado depois.
O ekuele substituiu a peseta guineana à uma taxa de 1:1, enquanto o ekwele foi substituído pelo franco CFA central à uma taxa de 1 franco = 4 bipkwele.
Em 1979, o retrato de Francisco Macías Nguema foi retirado das cédulas e moedas de ekuele após ele ter sido deposto em 3 de agosto, e subsequentemente executado em 29 de setembro após ele ter sido culpado por crimes incluindo genocídio, assassinato em massa e apropriação indébita de fundos públicos. Após isto, a moeda foi renomeada.

## Moedas
As primeiras moedas foram emitidas em 1975. Haviam denominações de 1, 5 e 10 ekuele. Em 1980 e 1981, moedas de 1, 5, 25 e 50 bipkwele foram emitidas. Esta segunda emissão foi feita em quantidades menores que a primeira e estas moedas são consideravelmente mais raras hoje em dia.

## Cédulas
O Banco Popular emitiu cédulas de 25 a 1000 ekuele em 1975, com o Banco de Guinea Ecuatorial passando a produzir as cédulas em 1979 e emitindo cédulas em denominações de 100 a 5000 bipkwele.